# Lisowice (Ukraina)
Lisowice (ukr. Лисовичі) – wieś na Ukrainie, w rejonie stryjskim obwodu lwowskiego. Wieś liczy 1161 mieszkańców.
Znajduje tu się przystanek kolejowy Lisowice, położony na linii Stryj – Iwano-Frankiwsk.
W II Rzeczypospolitej Lisowice były samodzielną gminą jednostkową w powiecie dolińskim w woj. stanisławowskiem. 15 czerwca 1934 gminę przyłączono do powiatu stryjskiego w tymże województwie, a już 1 sierpnia 1934 gmina została zniesiona, wchodząc w skład nowej zbiorowej wiejskiej gminy Morszyn. Po wojnie wieś weszła w struktury administracyjne Związku Radzieckiego.

## Zabytki
- Zamek w Lisowcach[4]